# Luby
Luby (Duits: Schönbach) is een stadje in de Tsjechische regio Karlsbad. Het stadje ligt in het Boheemse deel van Vogtland. Luby ligt aan de grens met Duitsland, het aangrenzende Duitse dorpje heet Wernitzgrün.
Naast het dorp Luby zelf liggen ook de dorpjes Dolní Luby, Horní Luby en Opatov in de gemeente. In de gemeente liggen twee spoorwegstations: het kopstation Luby u Chebu en het station Dolní Luby, aan de lijn van Luby naar Cheb.

## Geschiedenis
Luby was sinds de tweede helft van de 17e eeuw een centrum van de vioolbouw, waardoor het stadje bekend kwam te staan als het Cremona van Oostenrijk.
Voor de Tweede Wereldoorlog had Luby bijna 5000 inwoners, na de oorlog waren daar nog maar ongeveer 2000 van over. In 1945 werd de overwegend Duitse bevolking uit de stad verdreven. 1.600 van hen gingen wonen in Bubenreuth (Duitsland). Ook dat werd een vioolbouwcentrum. Na het einde van het communisme in Tsjechië wordt er ook in Luby weer aan vioolbouw gedaan. De vioolbouwschool werd in 2005 gesloten.